# Mitacs
Mitacs — некомерційна національна дослідницька організація, яка у партнерстві з канадською академією, приватною промисловістю та урядом здійснює програми досліджень, стажування та навчання у галузях, пов'язаних з промисловими та соціальними інноваціями.

## Історія
Mitacs був заснований канадськими математиками в 1999 році. Організація, назва якої спочатку називалася «Mathematics of Information Technology and Complex Systems», працювала в галузі математичних наук та суміжних дисциплін. У 2004 році була запущена програма Mitacs Accelerate і з тих пір підтримувала понад 10 000 стажувань на національному рівні в Канаді. https://www.ams.org/journals/notices/201908/rnoti-p1290.pdf [Архівовано 8 лютого 2020 у Wayback Machine.]

## Програми
Станом на початок 2019 року Mitacs працює за чотирма основними програмами:

#### Accelerate
Флагманська програма організації підтримує понад 10 000 науково-практичних стажувань для аспірантів та докторантів з 2004 року та з того часу замінила Програму стипендій промислових наукових та науково-технічних досліджень .

#### Elevate
Дворічна програма має на меті забезпечити докторальних стипендіатів професійною підготовкою та навчанням з розвитку лідерства, одночасно ведучи довгостроковий дослідницький проект з партнерською організацією в Канаді.  
[джерело?]

#### Globalink
Міжнародна програма підтримує двосторонню дослідницьку співпрацю між Канадою та дослідницькими партнерами за кордоном. У 2016 році програма стажування Globalink Research Internship вітала 565 студентів по всій Канаді.

#### Canadian Science Policy Fellowship
Програма узгоджує дослідників рівня доктора наук з державними установами, щоб впливати на формування доказів на формуванні політики.

## Фінансування
Mitacs спільно фінансується федеральним та провінційним урядами Канади, академічними партнерами та науковими партнерами. У період з 2006 по 2015 рік організація отримала 128 мільйонів доларів інвестицій від федерального уряду. У 2015 році федеральний уряд взяв на себе зобов'язання Mitacs 56,4 мільйона доларів протягом чотирьох років (починаючи з 2016 року) на підтримку стажувань з досліджень та розробок випускників.